# Astronome
Ne doit pas être confondu avec Astrologue.
Pour le personnage de fiction, voir Astronome (comics).
Un astronome est un scientifique spécialisé dans l'étude de l'astronomie.

## Évolution du terme au cours de l'Histoire
Historiquement, l'astronomie consistait principalement en la classification des astres et la description des phénomènes vus dans le ciel, alors que l'astrophysique tentait de les expliquer et de les différencier à l'aide des lois de la physique.

## La profession d'astronome

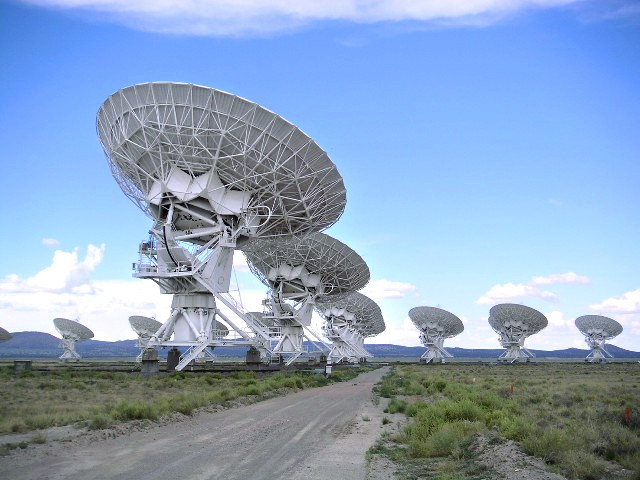
Le Very Large Array.

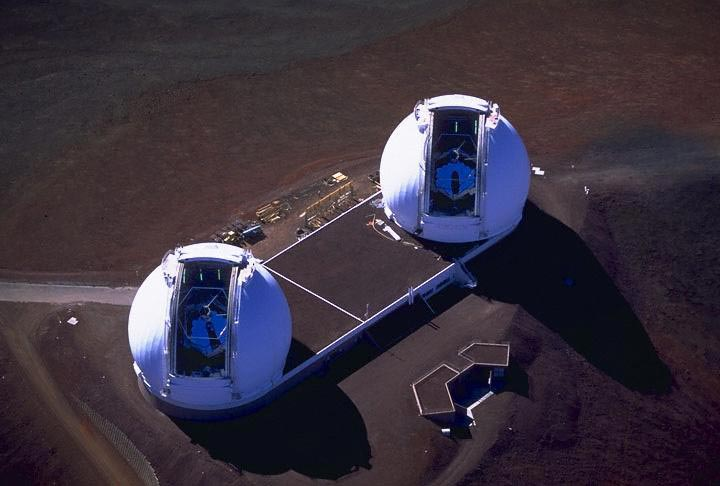
L'observatoire W. M. Keck.

Les astronomes professionnels sont des personnes instruites qui ont généralement un doctorat en physique ou en astronomie et sont souvent employées comme chercheurs dans des universités. Leur travail consiste principalement en la recherche scientifique, bien qu'ils soient occasionnellement chargés d'enseigner, ou d'aider lors d'opérations dans un observatoire[réf. nécessaire].
Contrairement au stéréotype d'un vieil astronome regardant à travers son petit télescope durant toute la nuit, il est très rare qu'un astronome professionnel moderne utilise un oculaire sur un grand télescope. Des technologies telles que le capteur CCD sont bien plus communes. Celles-ci sont entre autres utilisées pour produire une image demandant une très longue pose. Avant l'apparition des CCD, les plaques photographiques étaient souvent utilisées. Les astronomes modernes passent un temps relativement court à l'observation — généralement quelques semaines par an —, et le temps restant est employé à l'analyse et à la réduction des données. D'autres travaux se font grâce aux radiotélescopes tels que le Very Large Array, qui est entièrement automatisé.
Les astronomes sont généralement financés par des subventions de recherche du gouvernement national (la NASA aux États-Unis, par exemple) ; et par leur établissement d'origine pour ceux qui travaillent dans les universités. Les astronomes étant également professeurs passent beaucoup de temps à enseigner à des classes de deuxième et troisième cycles. La plupart des universités ont également des programmes de sensibilisation du public, tels que des télescopes publics et des planétariums afin d'encourager l'intérêt pour ce domaine.

### L'astronomie amateur
Plus que le nombre d'astronomes professionnels dans le monde, existe une énorme communauté d'astronomes amateurs répartis dans des clubs dans la plupart des villes.
La Société astronomique de France, l'Association française d'astronomie, la British Astronomical Association et la Société royale d'astronomie du Canada regroupent respectivement les amateurs français, britanniques et canadiens. Cette dernière compte 28 bureaux locaux, appelés Centres.
L'Astronomical Society of the Pacific est la plus grande société d'astronomie générale dans le monde, comprenant des astronomes aussi bien amateurs que professionnels ainsi que des enseignants en provenance de plus de 70 nations.
Au Québec, la Fédération des astronomes amateurs du Québec regroupe 48 clubs et organismes d'astronomie amateur (plus deux au Nouveau-Brunswick), pour un total de quelque 1 600 personnes. Les plus anciens clubs au Québec sont le Centre de Québec et le Montreal Centre, de même que le Centre francophone de Montréal de la Société royale d'astronomie du Canada (dont une partie est plus tard devenue la Société d'astronomie de Montréal).

## Astronomes notables
Le tableau ci-dessous liste quelques astronomes ayant contribué de façon notable aux connaissances en astronomie.
| Astronome                  | Contribution |
| -------------------------- | --- |
| Hipparque et Ptolémée      | Ont déterminé la position d'environ 1 000 étoiles brillantes, et les ont classés par magnitude. Ils ont également essayé de résoudre certaines énigmes astronomiques sans pour autant mettre en doute le modèle géocentrique de l'univers.                               |
| Aristarque de Samos        | Première personne à avoir proposé le modèle héliocentrique de l'univers. Il a également tenté de calculer la distance et la taille de la Lune et du Soleil. |
| Ératosthène                | Il est célèbre pour être le premier dont la méthode de mesure de la circonférence de la Terre soit connue. |
| Nasir ad-Din at-Tusi       | Cet astronome perse a créé des tables très précises du mouvement des planètes et a nommé de nombreuses étoiles. Il a également calculé la valeur de 51" de déplacement pour la précession des équinoxes et a contribué à la conception de l'astrolabe.                   |
| Nicolas Copernic           | Premier défenseur de la théorie héliocentrique. |
| Tycho Brahe                | A développé de nombreux instruments astronomiques. Sa mesure de l'orbite de Mars fut très importante dans le développement de l'astronomie. |
| Johannes Kepler            | A suggéré que les planètes se déplaçaient sur une orbite elliptique et a développé ses lois sur le mouvement planétaire. |
| Maria Cunitz               | Autrice de l'ouvrage Urania propitia dans lequel elle apporte de nouvelles tables, de nouvelles éphémérides et une nouvelle solution élégante au problème de Kepler. |
| Galilée                    | Il fut le premier à utiliser une lunette astronomique pour observer le ciel. Il fut condamné pour ses découvertes par l'Inquisition. La condamnation fut levée 359 ans plus tard par le pape Jean-Paul II.                                                               |
| Jeremiah Horrocks          | Il fut le premier à observer le transit de Vénus et a amélioré les estimations concernant la distance Terre-Soleil ainsi que le taille de Vénus et d'autres planètes. |
| Isaac Newton               | Il publia Philosophiae Naturalis Principia Mathematica (1687), contenant les célèbres Lois du mouvement de Newton. Il prédit également les orbites des planètes. |
| Jean-Dominique Cassini     | Découvrit la grande tache rouge de Jupiter ainsi que la division qui porte son nom dans les anneaux de Saturne. |
| Pierre-Simon de Laplace    | Il démontra pour la première fois la stabilité dynamique du système solaire, et fut le premier à conjecturer l'existence de trous noirs. |
| François Arago             | Astronome majeur de l'Observatoire de Paris, il est au cœur de développements sur la mesure de la Terre, l'optique, ou la physique du Soleil, il popularise l'Astronomie et incarne la figure savante dans l'espace public pendant la première moitié du XIXe siècle,.   |
| Arthur Eddington           | calcula la luminosité maximale que peut avoir une étoile. |
| Subrahmanyan Chandrasekhar | Il travailla sur les mécanismes internes des étoiles, particulièrement connu pour avoir déterminé l'effet de la relativité restreinte sur les étoiles. Il fut le premier à calculer la limite de Chandrasekhar, il le fit durant un voyage en bateau, sans calculatrice. |
| Henrietta Swan Leavitt     | Elle a catalogué les Céphéides dans les Nuages de Magellan. En 1912, elle découvrit la relation entre la luminosité et la périodicité des Céphéides — amenant au travail antérieur de Hertzsprung.                                                                       |
| Ejnar Hertzsprung          | A déterminé la distance de nombreuses Céphéides. Dès lors, quand des Céphéides étaient découvertes dans une autre galaxie, comme la galaxie d'Andromède, la distance nous séparant de ladite galaxie pouvait être déterminée.                                            |
| Edwin Hubble               | Découvrit l'expansion de l'Univers. Le télescope spatial Hubble a été nommé en son honneur. |
| Bernard Lyot               | Inventa le coronographe solaire et étudia pour la première fois les protubérances solaires en dehors des éclipses |